# Jens Öhling
Jens Erik Öhling (* 3. April 1962 in Stockholm) ist ein ehemaliger schwedischer Eishockeyspieler. 

## Karriere
Jens Öhling begann seine Karriere als Eishockeyspieler bei NSA-76, für dessen Profimannschaft er von 1977 bis 1979 in der Division 1, der zweiten schwedischen Spielklasse, aktiv war. Anschließend wechselte er zu Djurgårdens IF aus der Elitserien, bei dem er während der folgenden 18 Jahre einer der Führungsspieler war. Mit dem Hauptstadtklub gewann den Flügelspieler auf nationaler Ebene in den Jahren 1983, 1989, 1990 und 1991 jeweils den schwedischen Meistertitel. In den Jahren 1990 und 1991 gewann er mit seiner Mannschaft zudem den Eishockey-Europapokal. Zur Saison 1997/98 wechselte der zweifache Olympiateilnehmer innerhalb der Elitserien zum Södertälje SK. Mit diesem stieg er am Ende der Spielzeit in die zweitklassige Division 1 ab, woraufhin er seine Karriere im Alter von 36 Jahren beendete.
Ihm zu Ehren wurde seine Trikotnummer 11 von Djurgårdens IF gesperrt und wird an keinen anderen Spieler mehr vergeben. 

### International
Für Schweden nahm Öhling im Juniorenbereich an den U18-Junioren-Europameisterschaften 1979 und 1980 sowie den U20-Junioren-Weltmeisterschaften 1981 und 1982 teil. Bei der U18-EM 1980 gewann er mit seiner Mannschaft die Bronze-, bei der U20-WM 1981 die Goldmedaille. 
Im Seniorenbereich stand er im Aufgebot seines Landes bei den Weltmeisterschaften 1985 und 1989 sowie bei den Olympischen Winterspielen 1984 in Sarajevo und 1988 in Calgary. Bei beiden Olympischen Winterspielen gewann er mit Schweden die Bronzemedaille.

## Erfolge und Auszeichnungen
- 1983 Schwedischer Meister mit Djurgårdens IF
- 1984 Schwedisches All-Star Team
- 1989 Schwedischer Meister mit Djurgårdens IF
- 1990 Schwedischer Meister mit Djurgårdens IF
- 1990 Eishockey-Europapokal mit Djurgårdens IF
- 1991 Schwedischer Meister mit Djurgårdens IF
- 1991 Eishockey-Europapokal mit Djurgårdens IF
- 1992 Bester Vorlagengeber der Elitserien-Playoffs (gemeinsam mit drei weiteren Spielern)

### International
- 1980 Bronzemedaille bei der U18-Junioren-Europameisterschaft
- 1981 Goldmedaille bei der U20-Junioren-Weltmeisterschaft
- 1984 Bronzemedaille bei den Olympischen Winterspielen
- 1988 Bronzemedaille bei den Olympischen Winterspielen